# Himmelsö

Himmelsö är en ö väster om Herrön i Stockholms södra skärgård. Ön ligger i Nynäshamns kommun och har under senare år vuxit samman med en annan ö, Skeppsholmen.